# Рюдзін

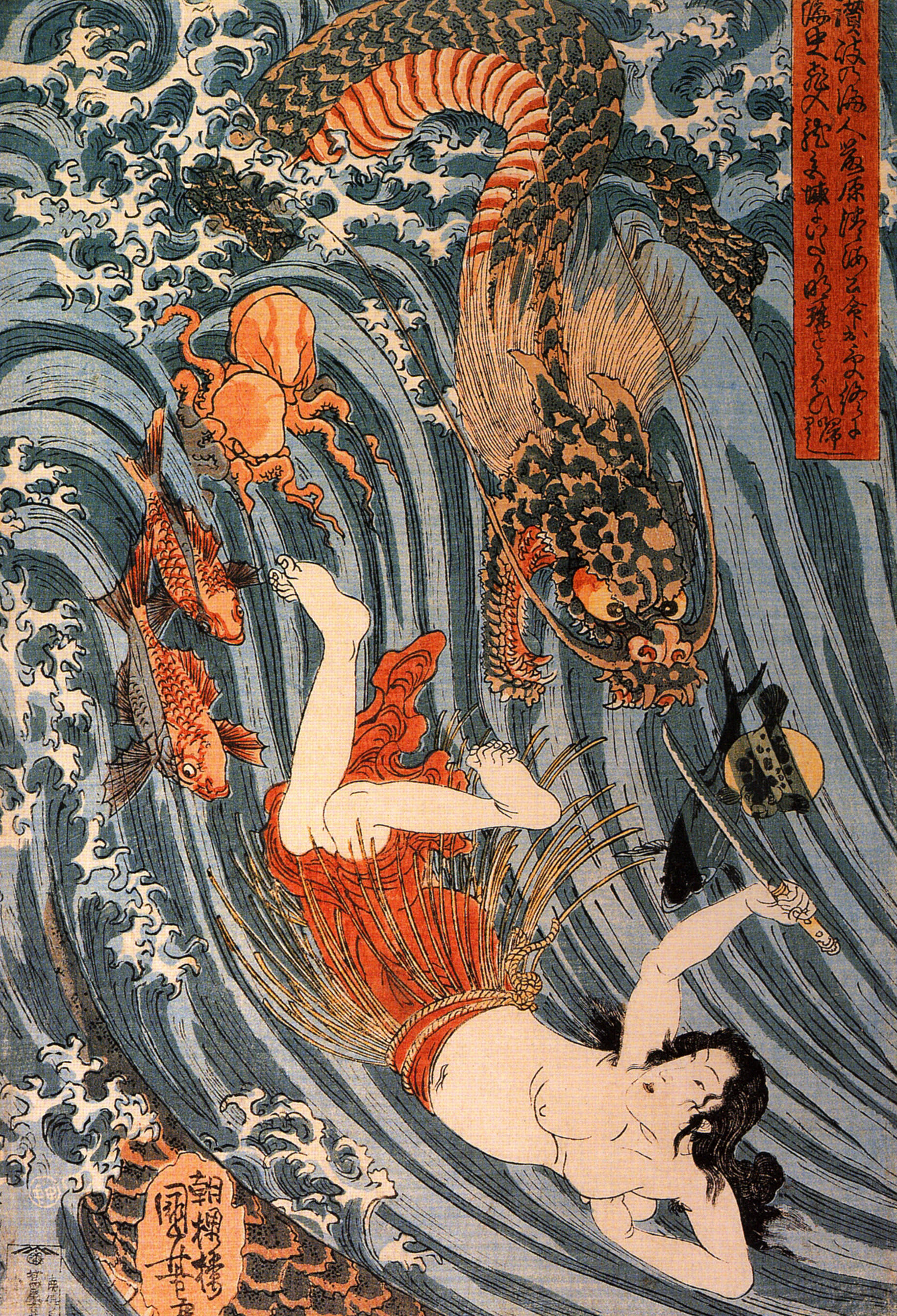
Утаґава Кунійосі: Принцеса Таматорі краде коштовності Рюдзіна.

Рюдзін або Рьодзін (яп. 龍神 «Бог-дракон»), також відомий як Оватацумі, був божеством-опікуном моря в японській міфології. Цей японський дракон символізує силу океану, має великого рота, та здатен перетворюватися на людину. Рюдзін мешкає в Рюгу-дзьо, своєму палаці під морем, збудованому з червоних та білих коралів, звідки він контролює припливи за допомогою магічних хвильових коштовностей. Морські черепахи, риби та медузи часто зображені як прислуга Рюдзіна.
Рюдзін був батьком чарівної богині Отохіме, що одружилася з принцом мисливців Хоорі. Перший імператор Японії, Імператор Дзімму, як казали, був онуком Отохіме та Хоорі. Говорять, що Рюдзін вважається одним з прабатьків японської імперської династії.

## Альтернативні легенди
Згідно з легендою, імператриця Дзінґу змогла проводити свій напад на Корею з допомогою хвильових коштовностей Рюдзіна. При протистоянні корейському флотові, Дзінґу кинула кандзю (яп. 干珠 "припливно-відпливна коштовність") в море, і тоді хвилі розійшлися. Корейський флот сів на мілину, люди вийшли зі своїх кораблів. Тоді Дзінґ кинула мандзю (яп. 満珠 "припливно-текучу коштовність") і вода повернулася, топлячи корейських солдатів. Щорічний фестиваль, що називається Ґіон Мацурі, в святилищі Ясака святкує цю легенду.
Інша легенда, яка включає в історію Рюдзіна, про медузу, що загубила свої кості. Згідно з історією, Рюдзін хотів з'їсти печінку мавпи (в деяких історіях для того, що вилікувати невиліковний висип), і послав медузу дістати йому мавпу. Мавпа здогадалася втекти від медузи, кажучи, що вона поклала печінку в діжку в лісі і треба піти забрати її. І медуза повернулася й сказала Рюдзіну про те, що трапилося, Рюдзін настільки розлютився, що бив медузу до тих пір поки не зламав їй усі кості.

## В сінто
Рюдзін сінко (яп. 竜神信仰 "віра Бога-дракона") — форма релігійного вірування в синтоїзмі при якій шанують драконів як водяних камі. Пов'язане з сільськогосподарськими ритуалами, молитвами дощу, та успіху рибалок.